# USS Pennsylvania (ACR-4)
Pour les autres navires du même nom, voir USS Pennsylvania.
 (avril 2024).
Si vous disposez d'ouvrages ou d'articles de référence ou si vous connaissez des sites web de qualité traitant du thème abordé ici, merci de compléter l'article en donnant les références utiles à sa vérifiabilité et en les liant à la section « Notes et références ».
L’USS Pennsylvania (ACR/CA-4) est un croiseur cuirassé de classe Pennsylvania de l'United States Navy. D'abord construit sous le nom de Nebraska, il prend le nom de Pennsylvania le 7 mars 1901 et renommé Pittsburgh le 27 août 1912.

## Histoire

### USSPennsylvania
Le Pennsylvania opère sur la côte est des États-Unis et dans la mer des Caraïbes jusqu'au 8 septembre 1906, date à laquelle il quitte Newport pour l'Asiatic Squadron, retournant à San Francisco le 27 septembre 1907, pour servir sur la côte ouest. Il visite le Chili et le Pérou en 1910.
Le 18 janvier 1911 à 10 h 48, Eugene Ely pilote un Curtiss Model D depuis l'hippodrome de Tanforan à San Bruno, en Californie, et à 11 h 1, atterrit à bord du Pennsylvania alors que le navire est ancré au large de Hunters Point, dans la baie de San Francisco. L'avion effectue un atterrissage en douceur depuis l'arrière sur une plate-forme spécialement construite de 130 pieds (40 m) sur 32 pieds (10 m). À 11 h 58, l'avion décolle et revient à Selfridge Field, complétant ainsi la première démonstration de l'adaptabilité des avions aux opérations à bord.
Dans une autre de ces premières démonstrations, le concepteur d'avions civils Glenn Curtiss fait amerrir un hydroavion le long du Pennsylvania alors qu'il est ancré dans le port de San Diego, pendant la veille de la matinée du 17 février 1911. L'avion amerrit le long du navire à 8 h 45. La grue du croiseur hisse l'engin à bord à 9 h 5, le navire retourne à la base.
En réserve à Puget Sound, du 1er juillet 1911 au 30 mai 1913, le croiseur sert à l'entraînement de la milice navale. Il est rebaptisé Pittsburgh le 27 août 1912, pour libérer le nom de Pennsylvania pour un nouveau cuirassé.

### USSPittsburgh
Remis en service, le Pittsburgh patrouille sur la côte ouest du Mexique pendant les périodes troublées d'insurrection qui conduisent à l'implication américaine dans le débarquement de Veracruz en avril 1914. Plus tard, il sert de vaisseau amiral à l'amiral William Banks Caperton, commandant en chef de l'United States Pacific Fleet, lors de patrouilles et de visites sud-américaines pendant la Première Guerre mondiale. En coopération avec les Britanniques, il repère les raids allemands et agit comme un puissant moyen de dissuasion contre leur pénétration dans le Pacifique oriental.
À Rio de Janeiro, en octobre et novembre 1918, l'incapacité du capitaine George Bradshaw à mettre en œuvre les procédures de quarantaine conduit à la propagation de la grippe espagnole, rendant malade 663 marins (80 % de l'équipage) et tuant 58 d'entre eux.
De retour sur la côte est, le Pittsburgh se prépare à servir de navire amiral du commandant des forces navales américaines en Méditerranée orientale. Il quitte Portsmouth (New Hampshire) le 19 juin 1919. Présent dans la mer Adriatique, la mer Égée et la mer Noire, il se joint aux opérations de secours massives et à d'autres préoccupations humanitaires avec lesquelles la Marine exerce ses fonctions quasi diplomatiques dans cette zone troublée. En juin 1920, il navigue vers le nord pour visiter les ports français et britanniques et naviguer dans la mer Baltique pour d'autres missions de secours.
Le 9 septembre 1920, il s'échoue sur des rochers dans la mer Baltique au large de Liepāja. Il est assisté par le HMS Dauntless and Frederick ; le Frederick l'escorte au Sheerness Royal Dockyard, en Angleterre, qu'il atteint à 10 h le 23 septembre. Avant le 12 octobre, il  remonte la rivière jusqu'au Chatham Dockyard où il entre en cale sèche. À cette date, une équipe du Pittsburgh bat une équipe d'officiers britanniques 21–8 au baseball. Le mois suivant, alors que le Pittsburgh est toujours en cale sèche, une cour martiale innocente le capitaine Todd de toute responsabilité pour l'échouement, mais le navigateur et l'officier de quart sont tenus responsables. Il retourne au désarmement à Philadelphie le 15 octobre 1921.
Remis en service le 2 octobre 1922, le Pittsburgh retourne dans les eaux européennes et méditerranéennes en tant que vaisseau amiral de l'United States Naval Forces Europe, arrivant à Gibraltar le 19 octobre. Le 23 octobre, il hisse le drapeau du vice-amiral Long lors du retour de l'Utah aux États-Unis. Le 10 juillet 1923, le Pittsburgh est dans le port de Cherbourg, pour débarquer 3 officiers et 60 hommes de troupe du Marine Detachment. Ils sont chargés de se rendre à l'occasion de la dédicace du monument national au corps expéditionnaire américain lors de la bataille du bois Belleau pendant la Première Guerre mondiale. En 1923, alors qu'il est amarré à Amsterdam, l'équipage du Pittsburgh participe à un autre match de baseball contre une équipe de joueurs néerlandais ; l'équipage américain gagne. Le Pittsburgh devient le navire amiral de deux des commandants en chef des Naval Forces Europe, l'amiral Philip Andrews en 1924-1925 et le vice-amiral Roger Welles en 1925-1926.
Le navire arrive à New York le 17 juillet 1926 pour se préparer au service de navire amiral de l'Asiatic Fleet, période pendant laquelle il est partiellement réaménagé, y compris le retrait de sa cheminée avant (la rendant unique à sa classe). Il navigue le 16 octobre pour Yantai et arrive le 23 décembre. Début janvier 1927, il débarque des marins et des Marines pour protéger les Américains et d'autres étrangers à Shanghai des troubles et des combats de la lutte pour le pouvoir chinois. Lorsque l'Armée nationale révolutionnaire de Tchang Kaï-chek prend le contrôle de Shanghai, en mars, le Pittsburgh reprend les opérations de patrouille et les exercices avec l'Asiatic Fleet. Clôturant sa longue carrière de service, il transporte le gouverneur général des Philippines, Dwight Davis, lors d'une croisière de courtoisie vers des ports tels que Saigon, Bangkok, Singapour, Belawan, Batavia (Jakarta), Surabaya, Bali, Makassar et Sandakan, retournant à Manille, le 15 avril 1931. Six jours plus tard, il part pour Suez, en route vers Hampton Roads, arrivant le 26 juin. Il est mis hors service le 10 juillet et, aux termes du Traité naval de Londres, vendu pour démolition à Union Shipbuilding, Baltimore, le 21 décembre.
La figure de proue du Pittsburgh est présentée à l'Université Carnegie-Mellon, où elle est installée surplombant Junction Hollow, à l'extrémité ouest du campus de l'école. Aujourd'hui, la figure est exposée au Soldiers and Sailors Memorial Hall and Museum ; une réplique est toujours en place à l'université.
La cloche numéro 3 de la cathédrale de Rochester, en Angleterre, porte l'inscription "U.S.S. PITTSBURGH IN MEMORY OF 1920". Le capitaine Todd remercie ainsi le doyen de la cathédrale pour l'hospitalité au cours des deux mois et demi où le Pittsburgh est en cale sèche à Chatham. Il joint un chèque de 52 £ 10s pour payer la refonte de la cloche et suggère l'inscription.